# استان شاهومیان

## جغرافیا
استان شاهومیان ۱٬۸۲۹٫۸۰ کیلومتر مربع مساحت و ۲٬۵۶۰ نفر جمعیت دارد  واقع شده‌است.

## نگارخانه

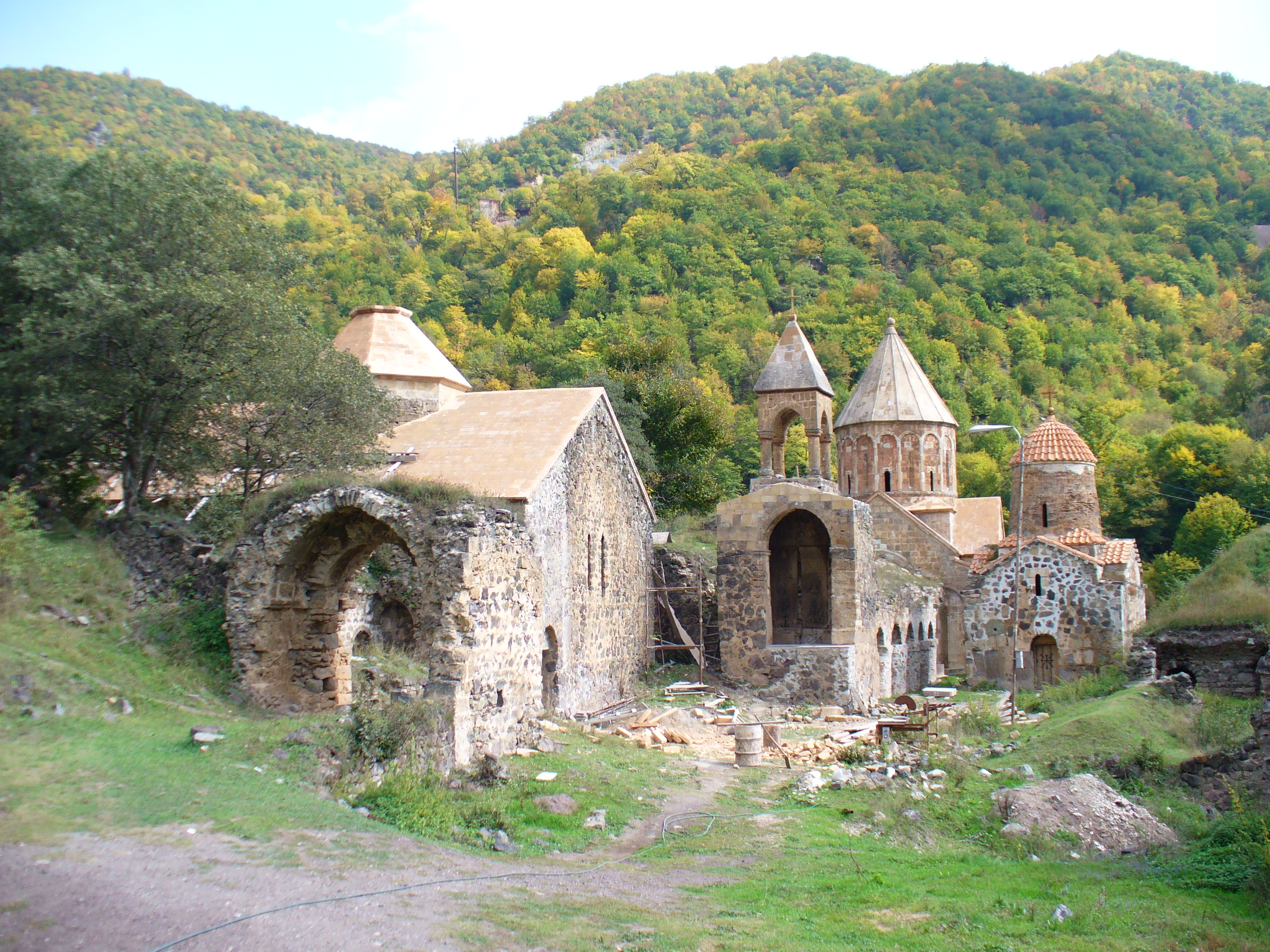
صومعه دادیوانک
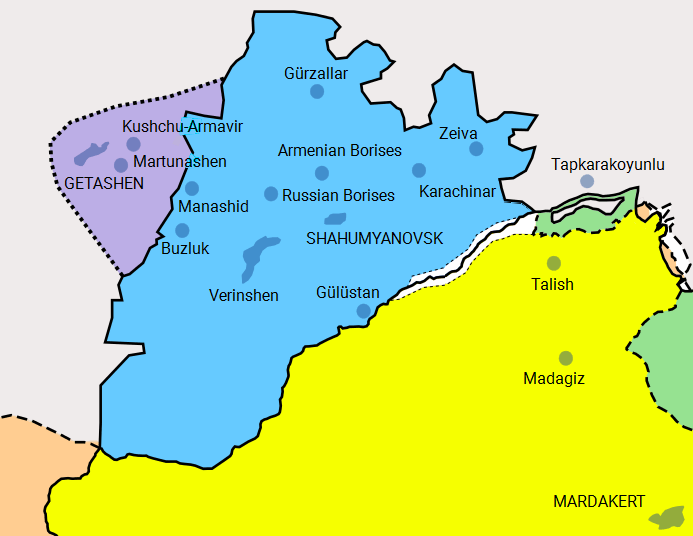